# هربرت بوتس
هربرت بوتس (آلمانی: Herbert Buhtz؛ ۱۲ آوریل ۱۹۱۱ – ۷ ژوئن ۲۰۰۶) قایقران روئینگ اهل آلمان بود.
وی در مسابقات کشوری و بین‌المللی در مجموع برندهٔ ۱ مدال طلا، ۲ مدال نقره شده‌است.